# Цинковые монеты

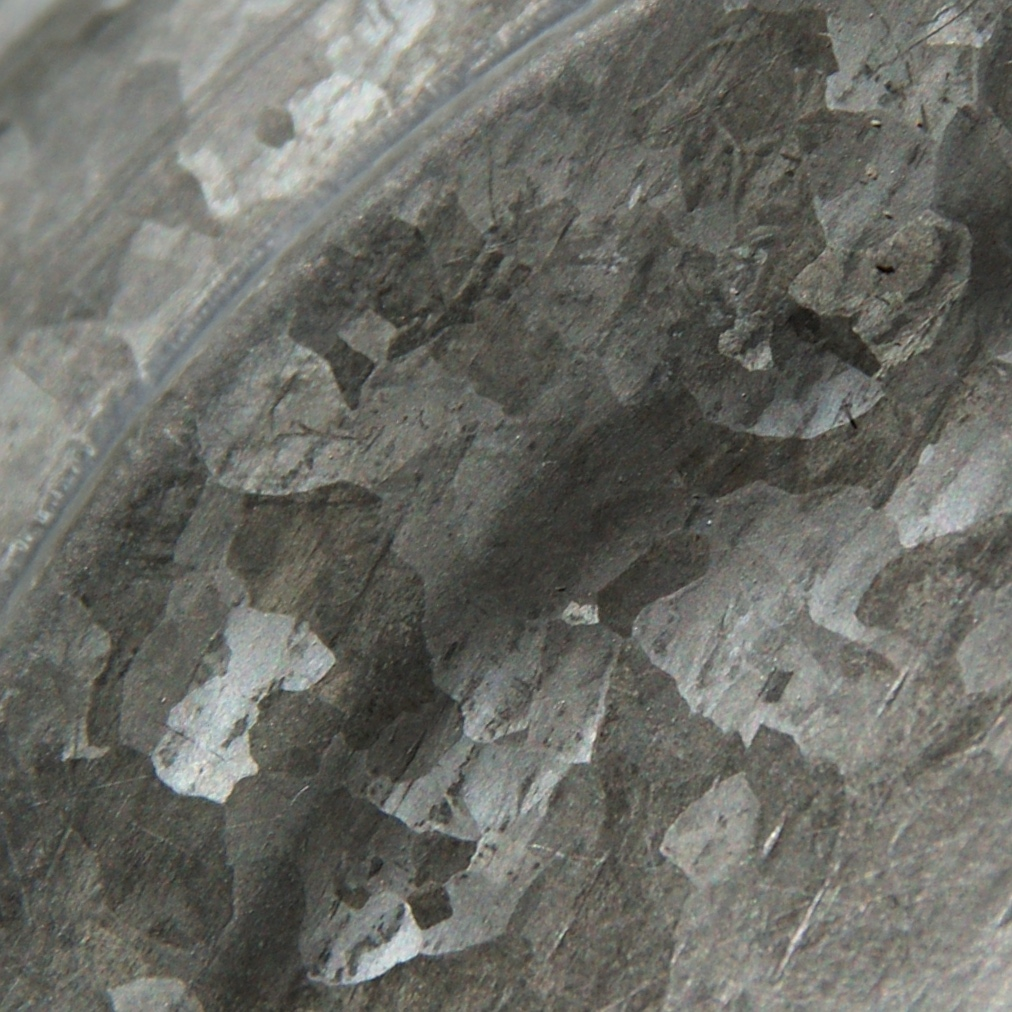
Цинковое антикоррозийное покрытие

Ци́нковые моне́ты — монеты, изготовленные из сплавов, основным компонентом которых является 30-й элемент периодической системы химических элементов — цинк. Человечество с древности (по крайне мере с 1500-х годов до н. э.) использовало цинк в качестве компонента сплава с медью — латуни, в том числе и для чеканки монет, использовать же чистый цинк в качестве монетного металла люди начали только с XIX века, когда были освоены промышленные способы его производства.
Подавляющее число монет из цинка и сплавов на его основе было выпущено во время Первой и Второй мировых войн, что было вызвано дефицитом железа, меди и серебра, которые шли на создание военной техники и оружия. Для чеканки монет, особенно мелких номиналов, была предложена дешёвая альтернатива — цинк. Однако цинковые монеты оказались непригодными для длительного обращения, поскольку подвергались быстрой и интенсивной коррозии. В дальнейшем цинк как металл, из которого чеканились монеты мелких номиналов, уступил место  другим металлам и сплавам, главным образом железу и алюминию.
Цинк как монетный металл обладает рядом преимуществ:
- дешевизна: по состоянию на 1960 год 1 кг цинка стоил 0,29 $, дешевле него из чистых металлов было только железо и свинец[1], в 1980 1 кг цинка стоил 0,5-0,6 $[2], в 1998 — 0,9-1 $[3], в 2018 году — в среднем 2,7 $, уступая в цене железу, свинцу и алюминию[4];
- большие объёмы производства: цинк — четвёртый по использованию металл в мире (после железа, меди и алюминия), основная часть производимого промышленностью цинка идёт на создание антикоррозионных покрытий;
- более широкое распространение в природе по сравнению с такими монетными металлами, как медь и никель;
- высокое содержание металла в обогащённых рудах и относительная простота его производства: восстановлением концентрата углём или коксом, либо с помощью электролиза;
- низкая температура плавления (419,6 °C).

Вместе с тем, чистый цинк имеет и серьёзные недостатки, главный из которых — его высокая химическая активность: в ряду активности он стоит левее всех монетных металлов, за исключением алюминия, но, в отличие от последнего, не покрывается на воздухе стойкой оксидной плёнкой, защищающей его от коррозии. Более того, недостаточно очищенный цинк или сплавы на его основе, изготовленные с нарушением технологии производства, подвержены необратимому деструктивному процессу — цинковой чуме, приводящей изделия из цинка в совершенную негодность.

## Ранние выпуски
| Изображение         | Номинал             | Годы выпуска        | Диаметр (мм)        | Толщина (мм)        | Масса (г)           | № по кат.           |
| Португальская Индия | Португальская Индия | Португальская Индия | Португальская Индия | Португальская Индия | Португальская Индия | Португальская Индия |
| ------------------- | ------------------- | ------------------- | ------------------- | ------------------- | ------------------- | ------------------- |
|                     | 5 басарукош         | 1827—1828           | 20                  | н/д                 | 4,5                 | 56                  |
| Протекторат Тонкин  |                     |                     |                     |                     |                     |                     |
|                     | 1 сапек             | 1905                | 25,2                | 0,9                 | 2,1                 | 1                   |

## Первая мировая война и межвоенный период

### Бельгия
Королевство Бельгия вступило в Первую мировую войну 4 августа 1914 года. В этот день германская армия, нарушив нейтралитет страны, пересекла государственную границу Бельгии, а к концу 1914 года почти полностью её оккупировала.
Денежной единицей Бельгии в то время был франк, состоящий из 100 сантимов. Германской оккупационной администрацией были выпущены монеты номиналом 5, 10, 25 и 50 сантимов, отчеканенные из цинка. До войны монеты этих номиналов имели другой дизайн и чеканились из медно-никелевого сплава (5, 10 и 25 сантимов) и из серебра 835 пробы (50 сантимов). Выпуск медной монеты в 1 сантим был прекращён ещё в 1909 году, а медная монета в 2 сантима, равно как и монеты, номинированные во франках, в это время не выпускались.
После окончания войны был продолжен выпуск монет довоенного образца, цинковые же были выведены из обращения в 1922—1923 году. Во время Второй мировой войны Бельгия была опять оккупирована Германией и монеты из цинка снова появились в обращении.
| Изображение | Номинал     | Годы выпуска | Диаметр (мм) | Толщина (мм) | Масса (г) | Период обращения     | № по кат. |
| Бельгия     | Бельгия     | Бельгия      | Бельгия      | Бельгия      | Бельгия   | Бельгия              | Бельгия   |
| ----------- | ----------- | ------------ | ------------ | ------------ | --------- | -------------------- | --------- |
|             | 5 сантимов  | 1915 1916    | 19           | 1,61         | 2,5       | с 1915 по 11.09.1923 | 80        |
|             | 10 сантимов | 1915—1917    | 22           | 1,75         | 4         | с 1915 по 11.09.1923 | 81        |
|             | 25 сантимов | 1915—1918    | 26           | 1,9          | 6,5       | с 1915 по 08.01.1923 | 82        |
|             | 50 сантимов | 1918         | 24           | н/д          | 5         | с 1918 по 20.07.1922 | 83        |

### Болгария
В начале Первой мировой Болгария провозгласила нейтралитет, однако 14 октября 1915 года вступила в войну на стороне Центральных держав. 29 сентября 1918 года Болгария была вынуждена подписать перемирие со странами Антанты.
Денежной единицей Болгарии был лев, равный 100 стотинкам. Монеты военного времени чеканились на монетном дворе Кремницы, находящемся на территории нынешней Словакии, которая тогда была частью Австро-Венгрии. Поскольку последняя также была вовлечена в войну, металл для чеканки мелких монет был в дефиците, и номиналы в 5, 10 и 20 стотинок в 1917 году были отчеканены из цинка. Довоенные же монеты этих номиналов (1913 года) с идентичным дизайном были изготовлены из медно-никелевого сплава.
После войны экономика Болгарии пошла на спад, и, за исключением 50 стотинок 1937 года, все монеты выпускались номинированными в левах. 5, 10 и 20 стотинок (и меньше) вновь появятся в обращении уже во времена коммунистического режима, в 1951—1952 годах.
| Изображение | Номинал     | Годы выпуска | Диаметр (мм) | Толщина (мм) | Масса (г) | № по кат. |
| Болгария    | Болгария    | Болгария     | Болгария     | Болгария     | Болгария  | Болгария  |
| ----------- | ----------- | ------------ | ------------ | ------------ | --------- | --------- |
|             | 5 стотинок  | 1917         | 17           | 1,5          | 2,06      | 24a       |
|             | 10 стотинок | 1917         | 19           | 1,5          | 3         | 25a       |
|             | 20 стотинок | 1917         | 21,2         | 1,9          | 4,05      | 26a       |

### Германия
| Изображение | Номинал      | Годы выпуска | Диаметр (мм) | Толщина (мм) | Масса (г) | № по кат. |
| Германия    | Германия     | Германия     | Германия     | Германия     | Германия  | Германия  |
| ----------- | ------------ | ------------ | ------------ | ------------ | --------- | --------- |
|             | 10 пфеннигов | 1917—1922    | 21,00        | 1,5          | 3,226     | 26        |

### Люксембург
| Изображение | Номинал     | Годы выпуска | Диаметр (мм) | Толщина (мм) | Масса (г)  | № по кат.  |
| Люксембург  | Люксембург  | Люксембург   | Люксембург   | Люксембург   | Люксембург | Люксембург |
| ----------- | ----------- | ------------ | ------------ | ------------ | ---------- | ---------- |
|             | 5 сантимов  | 1915         | 18           | 1,5          | 2,5        | 27         |
|             | 10 сантимов | 1915         | 20           | 1,65         | 3,1        | 28         |
|             | 25 сантимов | 1916         | 23,9         | 2,1          | 5          | 29         |

### Чехословакия
Чехословакия как независимое государство появилось в 1918 году вследствие распада Австро-Венгрии. В 1919 году в стране была введена собственная денежная единица — крона (= 100 геллеров), в 1921—1923 годах появились первые монеты. Самый маленький номинал, 2 геллера, был отчеканен из цинка, а более крупные — из бронзы, медно-никелевого сплава и серебра.
| Изображение  | Номинал      | Годы выпуска | Диаметр (мм) | Толщина (мм) | Масса (г)    | Период обращения           | № по кат.    |
| Чехословакия | Чехословакия | Чехословакия | Чехословакия | Чехословакия | Чехословакия | Чехословакия               | Чехословакия |
| ------------ | ------------ | ------------ | ------------ | ------------ | ------------ | -------------------------- | ------------ |
|              | 2 геллера    | 1923—1925    | 17           | 1,6          | 2            | с 20.03.1924 по 31.12.1928 | 5            |

### Королевство сербов, хорватов и словенцев
| Изображение                              | Номинал                                  | Годы выпуска                             | Диаметр (мм)                             | Толщина (мм)                             | Масса (г)                                | № по кат.                                |
| Королевство сербов, хорватов и словенцев | Королевство сербов, хорватов и словенцев | Королевство сербов, хорватов и словенцев | Королевство сербов, хорватов и словенцев | Королевство сербов, хорватов и словенцев | Королевство сербов, хорватов и словенцев | Королевство сербов, хорватов и словенцев |
| ---------------------------------------- | ---------------------------------------- | ---------------------------------------- | ---------------------------------------- | ---------------------------------------- | ---------------------------------------- | ---------------------------------------- |
|                                          | 5 пар                                    | 1920                                     | 18,8                                     | 1,3                                      | 2,6                                      | 1                                        |
|                                          | 10 пар                                   | 1920                                     | 20,85                                    | 1,49                                     | 3,15                                     | 2                                        |

### Нотгельды
| Изображение          | Номинал              | Годы выпуска         | Диаметр (мм)         | Толщина (мм)         | Масса (г)            | № по кат.            |
| Вольный город Данциг | Вольный город Данциг | Вольный город Данциг | Вольный город Данциг | Вольный город Данциг | Вольный город Данциг | Вольный город Данциг |
| -------------------- | -------------------- | -------------------- | -------------------- | -------------------- | -------------------- | -------------------- |
|                      | 10 пфеннигов         | 1920                 | 21,5                 | 1                    | 2,05                 | Tn1                  |
|                      | 10 пфеннигов         | 1920                 | 21,5                 | н/д                  | 2,23                 | Tn2                  |

## Вторая мировая война

### Бельгия
| Изображение | Номинал     | Годы выпуска | Диаметр (мм) | Толщина (мм) | Масса (г) | № по кат. |
| Бельгия     | Бельгия     | Бельгия      | Бельгия      | Бельгия      | Бельгия   | Бельгия   |
| ----------- | ----------- | ------------ | ------------ | ------------ | --------- | --------- |
|             | 5 сантимов  | 1941—1943    | 19           | 1,45         | 2,5       | 123, 124  |
|             | 10 сантимов | 1941—1946    | 22           | 1,7          | 4         | 125, 126  |
|             | 25 сантимов | 1942—1946    | 26           | 1,8          | 6,5       | 131, 132  |
|             | 1 франк     | 1941—1947    | 21,5         | 1,93         | 4,25      | 127, 128  |
|             | 5 франков   | 1941—1947    | 25           | 1,95         | 6         | 129, 130  |

### Протекторат Богемии и Моравии
| Изображение                   | Номинал                       | Годы выпуска                  | Диаметр (мм)                  | Толщина (мм)                  | Масса (г)                     | № по кат.                     |
| Протекторат Богемии и Моравии | Протекторат Богемии и Моравии | Протекторат Богемии и Моравии | Протекторат Богемии и Моравии | Протекторат Богемии и Моравии | Протекторат Богемии и Моравии | Протекторат Богемии и Моравии |
| ----------------------------- | ----------------------------- | ----------------------------- | ----------------------------- | ----------------------------- | ----------------------------- | ----------------------------- |
|                               | 10 геллеров                   | 1940—1944                     | 17                            | 1,4                           | 1,88                          | 1                             |
|                               | 20 геллеров                   | 1940—1944                     | 20                            | 1,25                          | 2,63                          | 2                             |
|                               | 50 геллеров                   | 1940—1944                     | 22                            | н/д                           | 3,7                           | 3                             |
|                               | 1 крона                       | 1941—1944                     | 23                            | 2                             | 4,5                           | 4                             |

### Боливия
| Изображение | Номинал    | Годы выпуска | Диаметр (мм) | Толщина (мм) | Масса (г) | № по кат. |
| Боливия     | Боливия    | Боливия      | Боливия      | Боливия      | Боливия   | Боливия   |
| ----------- | ---------- | ------------ | ------------ | ------------ | --------- | --------- |
|             | 10 сентаво | 1942         | 18           | н/д          | 1,75      | 179a      |
|             | 20 сентаво | 1942         | 21           | 1,8          | 3,25      | 183       |

### Венгрия
| Изображение | Номинал   | Годы выпуска | Диаметр (мм) | Толщина (мм) | Масса (г) | № по кат. |
| Венгрия     | Венгрия   | Венгрия      | Венгрия      | Венгрия      | Венгрия   | Венгрия   |
| ----------- | --------- | ------------ | ------------ | ------------ | --------- | --------- |
|             | 2 филлера | 1943 1944    | 17           | 1,5          | 2,03      | 519       |

### Германия
На оккупированных Германией территориях обращалась германская оккупационная рейхсмарка (= 100 рейхспфеннигов). Изначально планировалось выпустить только банкноты для оккупированных Дании и Норвегии, но после 15 мая 1940 для обращения в Бельгии, Франции, Люксембурге и Нидерландах было решено выпустить также и цинковые монеты.
| Изображение                                     | Номинал           | Годы выпуска | Диаметр (мм) | Толщина (мм) | Масса (г) | № по кат. |
| Германия                                        | Германия          | Германия     | Германия     | Германия     | Германия  | Германия  |
| ----------------------------------------------- | ----------------- | ------------ | ------------ | ------------ | --------- | --------- |
|                                                 | 1 рейхспфенниг    | 1940—1945    | 17,00        | 1,25         | 1,81      | 97        |
|                                                 | 5 рейхспфеннигов  | 1940—1944    | 19           | н/д          | 2,5       | 100       |
|                                                 | 10 рейхспфеннигов | 1940—1945    | 21           | 1,5          | 3,52      | 101       |
| Германия (выпуск для оккупированных территорий) |                   |              |              |              |           |           |
|                                                 | 5 рейхспфеннигов  | 1940—1941    | 19           | н/д          | 2,5       | 98        |
|                                                 | 10 рейхспфеннигов | 1940—1941    | 21,05        | 1,78         | 3,33      | 99        |

### Дания
| Изображение | Номинал | Годы выпуска | Диаметр (мм) | Толщина (мм) | Масса (г) | № по кат. |
| Дания       | Дания   | Дания        | Дания        | Дания        | Дания     | Дания     |
| ----------- | ------- | ------------ | ------------ | ------------ | --------- | --------- |
|             | 1 эре   | 1941—1946    | 16           | 1,25         | 1,6       | 832       |
|             | 2 эре   | 1942—1947    | 21           | 1,25         | 3,2       | 833a      |
|             | 5 эре   | 1942—1945    | 27           | н/д          | 6,4       | 834a      |
|             | 10 эре  | 1941—1945    | 18           | н/д          | 2,4       | 822.2a    |
|             | 25 эре  | 1941—1945    | 23           | 1,64         | 3,6       | 823.2a    |

### Исландия
| Изображение | Номинал  | Годы выпуска | Диаметр (мм) | Толщина (мм) | Масса (г) | № по кат. |
| Исландия    | Исландия | Исландия     | Исландия     | Исландия     | Исландия  | Исландия  |
| ----------- | -------- | ------------ | ------------ | ------------ | --------- | --------- |
|             | 10 эйре  | 1942         | 16           | 1,1          | 1,28      | 1a        |
|             | 25 эйре  | 1942         | 17           | 1,5          | 2         | 2a        |

### Нидерланды
| Изображение            | Номинал                | Годы выпуска           | Диаметр (мм)           | Толщина (мм)           | Масса (г)              | № по кат.              |
| Нидерланды (оккупация) | Нидерланды (оккупация) | Нидерланды (оккупация) | Нидерланды (оккупация) | Нидерланды (оккупация) | Нидерланды (оккупация) | Нидерланды (оккупация) |
| ---------------------- | ---------------------- | ---------------------- | ---------------------- | ---------------------- | ---------------------- | ---------------------- |
|                        | 1 цент                 | 1941—1942              | 17                     | 1,5                    | 2                      | 170                    |
|                        | 2,5 цента              | 1941—1942              | 20                     | н/д                    | 2                      | 171                    |
|                        | 5 центов               | 1941—1943              | 22                     | н/д                    | 3,6                    | 172                    |
|                        | 10 центов              | 1941—1943              | 22                     | 1,5                    | 3,3                    | 173                    |
|                        | 25 центов              | 1941—1943              | 26                     | 1,5                    | 5                      | 174                    |

### Норвегия
| Изображение          | Номинал              | Годы выпуска         | Диаметр (мм)         | Толщина (мм)         | Масса (г)            | № по кат.            |
| Норвегия (оккупация) | Норвегия (оккупация) | Норвегия (оккупация) | Норвегия (оккупация) | Норвегия (оккупация) | Норвегия (оккупация) | Норвегия (оккупация) |
| -------------------- | -------------------- | -------------------- | -------------------- | -------------------- | -------------------- | -------------------- |
|                      | 10 эре               | 1941—1945            | 15                   | 1,3                  | 1,25                 | 389                  |
|                      | 25 эре               | 1943—1945            | 17                   | н/д                  | 2                    | 395                  |
|                      | 50 эре               | 1941—1945            | 22                   | н/д                  | 4                    | 390                  |

### Польша
| Изображение | Номинал   | Годы выпуска | Диаметр (мм) | Толщина (мм) | Масса (г) | № по кат. |
| Польша      | Польша    | Польша       | Польша       | Польша       | Польша    | Польша    |
| ----------- | --------- | ------------ | ------------ | ------------ | --------- | --------- |
|             | 1 грош    | 1939         | 14,7         | н/д          | 1,17      | Y34       |
|             | 5 грошей  | 1939         | 16,2         | н/д          | 1,72      | Y35       |
|             | 10 грошей | 1923         | 17,6         | 1,3          | 2         | Y36       |
|             | 20 грошей | 1923         | 20           | 1,5          | 2,97      | Y37       |

### Румыния
| Изображение | Номинал | Годы выпуска | Диаметр (мм) | Толщина (мм) | Масса (г) | № по кат. |
| Румыния     | Румыния | Румыния      | Румыния      | Румыния      | Румыния   | Румыния   |
| ----------- | ------- | ------------ | ------------ | ------------ | --------- | --------- |
|             | 2 лея   | 1941         | 20           | 1,55         | 3,2       | 58        |
|             | 5 леев  | 1942         | 23           | 1,75         | 4,5       | 61        |
|             | 20 леев | 1942—1944    | 26           | н/д          | 6         | 62        |

### Сербия
| Изображение | Номинал    | Годы выпуска | Диаметр (мм) | Толщина (мм) | Масса (г) | № по кат. |
| Сербия      | Сербия     | Сербия       | Сербия       | Сербия       | Сербия    | Сербия    |
| ----------- | ---------- | ------------ | ------------ | ------------ | --------- | --------- |
|             | 50 пар     | 1942         | 18           | н/д          | 2,06      | 30        |
|             | 1 динар    | 1942         | 20           | н/д          | 3,11      | 31        |
|             | 2 динара   | 1942         | 22           | н/д          | 3,61      | 32        |
|             | 10 динаров | 1943         | 26,5         | н/д          | 6         | 33        |

### Словакия
| Изображение | Номинал    | Годы выпуска | Диаметр (мм) | Толщина (мм) | Масса (г) | № по кат. |
| Словакия    | Словакия   | Словакия     | Словакия     | Словакия     | Словакия  | Словакия  |
| ----------- | ---------- | ------------ | ------------ | ------------ | --------- | --------- |
|             | 5 геллеров | 1942         | 14           | 1,1          | 0,94      | 8         |

### Таиланд
| Изображение | Номинал  | Годы выпуска | Диаметр (мм) | Толщина (мм) | Масса (г) | № по кат. |
| Таиланд     | Таиланд  | Таиланд      | Таиланд      | Таиланд      | Таиланд   | Таиланд   |
| ----------- | -------- | ------------ | ------------ | ------------ | --------- | --------- |
|             | 1 сатанг | 1944         | 15           | н/д          | 1,5       | Y60       |

### Франция
| Изображение          | Номинал     | Годы выпуска | Диаметр (мм) | Толщина (мм) | Масса (г) | № по кат.     |
| Франция              | Франция     | Франция      | Франция      | Франция      | Франция   | Франция       |
| -------------------- | ----------- | ------------ | ------------ | ------------ | --------- | ------------- |
|                      | 10 сантимов | 1941         | 21           | 1,39         | 2,4       | 895, 896, 897 |
|                      | 10 сантимов | 1944—1946    | 17           | 1,3          | 1,5       | 906           |
|                      | 20 сантимов | 1945—1946    | 24           | н/д          | 3         | 907           |
|                      | 1 франк     | 1943         | 23           | н/д          | 4,8       | 885b          |
| Франция (режим Виши) |             |              |              |              |           |               |
|                      | 10 сантимов | 1941—1943    | 21           | 1            | 2,5       | 898           |
|                      | 10 сантимов | 1943—1944    | 17,3         | 1,25         | 1,5       | 903           |
|                      | 20 сантимов | 1941         | 24           | 1,3          | 3,5       | 899           |
|                      | 20 сантимов | 1941—1944    | 24,5         | 1,5          | 3,5       | 900           |

### Французские колонии и подмандатные территории
| Изображение                   | Номинал     | Годы выпуска | Диаметр (мм) | Толщина (мм) | Масса (г) | № по кат. |
| Ливан                         | Ливан       | Ливан        | Ливан        | Ливан        | Ливан     | Ливан     |
| ----------------------------- | ----------- | ------------ | ------------ | ------------ | --------- | --------- |
|                               | 1/2 пиастра | 1941         | 21           | 1,32         | 2,54      | 9a        |
|                               | 1 пиастр    | 1940         | 24,4         | н/д          | 3,5       | 3a        |
| Сирия                         |             |              |              |              |           |           |
|                               | 1 пиастр    | 1940         | 24           | н/д          | 4         | 71a       |
| Французский протекторат Тунис |             |              |              |              |           |           |
|                               | 10 сантимов | 1941—1942    | 21           | 1,5          | 2,5       | 267       |
|                               | 10 сантимов | 1945         | 17           | н/д          | 1,5       | 271       |
|                               | 20 сантимов | 1942         | 24           | н/д          | 3,5       | 268       |
| 1945                          | 20 сантимов | 24           | н/д          | 3,5          | 272       |           |
| Французский Индокитай         |             |              |              |              |           |           |
|                               | 1/4 сантима | 1941—1944    | 20           | 1,6          | 2,4       | 25        |
|                               | 1/2 сантима | 1939—1940    | 21           | 1,6          | 3,04      | 20a       |
|                               | 1 сантим    | 1940—1941    | 27,5         | 1,85         | 6         | 24.1      |

### Хорватия
| Изображение | Номинал  | Годы выпуска | Диаметр (мм) | Толщина (мм) | Масса (г) | № по кат. |
| Хорватия    | Хорватия | Хорватия     | Хорватия     | Хорватия     | Хорватия  | Хорватия  |
| ----------- | -------- | ------------ | ------------ | ------------ | --------- | --------- |
|             | 2 куны   | 1941         | 19           | 1,3          | 2,25      | 2         |

### Швейцария
| Изображение | Номинал   | Годы выпуска | Диаметр (мм) | Толщина (мм) | Масса (г) | № по кат. |
| Швейцария   | Швейцария | Швейцария    | Швейцария    | Швейцария    | Швейцария | Швейцария |
| ----------- | --------- | ------------ | ------------ | ------------ | --------- | --------- |
|             | 1 раппен  | 1942—1946    | 16           | 1,1          | 1,2       | 3a        |
|             | 2 раппена | 1942—1946    | 20           | н/д          | 2,5       | 4.2b      |

## Послевоенное время
| Изображение                                | Номинал           | Годы выпуска | Диаметр (мм) | Толщина (мм) | Масса (г) | № по кат. |
| Австрия                                    | Австрия           | Австрия      | Австрия      | Австрия      | Австрия   | Австрия   |
| ------------------------------------------ | ----------------- | ------------ | ------------ | ------------ | --------- | --------- |
|                                            | 1 грош            | 1947         | 17           | 1,25         | 1,8       | 2873      |
|                                            | 5 грошей          | 1948—1994    | 18           | 1,54         | 2,5       | 2875      |
|                                            | 10 грошей         | 1947—1949    | 21           | 1,9          | 3,5       | 2874      |
| Албания                                    |                   |              |              |              |           |           |
|                                            | 1/2 лека          | 1947 1957    | 18           | 1,4          | 2,1       | 35        |
|                                            | 1 лек             | 1947 1957    | 20,1         | 1,67         | 3,2       | 36        |
|                                            | 2 лека            | 1947 1957    | 22           | 1,7          | 4         | 37        |
|                                            | 5 леков           | 1947 1957    | 26,6         | 1,74         | 6,2       | 38        |
| Германия (военная администрация союзников) |                   |              |              |              |           |           |
|                                            | 1 рейхспфенниг    | 1945—1946    | 17           | н/д          | н/д       | A103      |
|                                            | 5 рейхспфеннигов  | 1947—1948    | 19           | 1,54         | 2,6       | A105      |
|                                            | 10 рейхспфеннигов | 1945—1948    | 21,18        | 1,65         | 3,5       | A104      |
| Дания                                      |                   |              |              |              |           |           |
|                                            | 1 эре             | 1948—1972    | 16           | 1,25         | 1,6       | 839       |
|                                            | 2 эре             | 1948—1972    | 20,8         | 1,66         | 3,2       | 840       |
|                                            | 5 эре             | 1950—1964    | 27           | 1,9          | 6,4       | 843       |
| Перу                                       |                   |              |              |              |           |           |
|                                            | 1 сентаво         | 1950—1965    | 15           | н/д          | 1,02      | 227       |
|                                            | 2 сентаво         | 1950—1958    | 16,9         | н/д          | 1,3       | 228       |
| Югославия                                  |                   |              |              |              |           |           |
|                                            | 50 пар            | 1945         | 18           | 1,4          | 2         | 25        |
|                                            | 1 динар           | 1945         | 20           | 1,6          | 3         | 26        |
|                                            | 2 динара          | 1945         | 22           | 1,5          | 4,1       | 27        |
|                                            | 5 динаров         | 1945         | 26,5         | 1,85         | 6         | 28        |

## Монеты с цинковым покрытием
| Изображение | Номинал      | Годы выпуска | Диаметр (мм) | Толщина (мм) | Масса (г) | Материал            | № по кат. |
| Бельгия     | Бельгия      | Бельгия      | Бельгия      | Бельгия      | Бельгия   | Бельгия             | Бельгия   |
| ----------- | ------------ | ------------ | ------------ | ------------ | --------- | ------------------- | --------- |
|             | 2 франка     | 1944         | 19,00        | 1,25         | 2,75      | оцинкованная сталь  | 133       |
| Германия    |              |              |              |              |           |                     |           |
|             | 10 пфеннигов | 1917         | 21,00        | н/д          | 3,1       | оцинкованное железо | 25        |

## Цинковые монеты с покрытием из меди

### США
| Изображение | Номинал | Годы выпуска | Диаметр (мм) | Толщина (мм) | Масса (г) | № по кат. |
| США         | США     | США          | США          | США          | США       | США       |
| ----------- | ------- | ------------ | ------------ | ------------ | --------- | --------- |
|             | 1 цент  | 1982         | 19           | 1            | 2,5       | 201a      |
|             | 1 цент  | 1983—2008    | 19,05        | 1,3          | 2,5       | 201b      |
|             | 1 цент  | 2009         | 19,05        | 1,55         | 2,5       | 441       |
|             | 1 цент  | 2009         | 19,05        | 1,55         | 2,5       | 442       |
|             | 1 цент  | 2009         | 19,05        | 1,55         | 2,5       | 443       |
|             | 1 цент  | 2009         | 19,05        | 1,55         | 2,5       | 444       |
|             | 1 цент  | с 2010       | 19,05        | 1,55         | 2,5       | 468       |

### Другие страны
| Номинал                  | Годы выпуска      | Диаметр (мм)      | Толщина (мм)      | Масса (г)         | № по кат.         |
| Багамские Острова        | Багамские Острова | Багамские Острова | Багамские Острова | Багамские Острова | Багамские Острова |
| ------------------------ | ----------------- | ----------------- | ----------------- | ----------------- | ----------------- |
| 1 цент                   | 1985—2004         | 19,00             | 1,4               | 2,5               | 59a               |
| 1 цент                   | 2006 2007         | 19,00             | н/д               | 2,5               | 218.1             |
| 1 цент                   | 2009 2015         | 17,00             | 1,0               | 1,75              | 218.2             |
| Барбадос                 |                   |                   |                   |                   |                   |
| 1 цент                   | 1990—2007         | 19,00             | 1,55              | 2,5               | 10a               |
| Бермуды                  |                   |                   |                   |                   |                   |
| 1 цент                   | 1991—1998         | 19,00             | 1,42              | 2,5               | 44b               |
| 1 цент                   | 1999—2008         | 19,00             | 1,5               | 2,5               | 107               |
| Бруней                   |                   |                   |                   |                   |                   |
| 1 сен                    | 1967              | 17,7              | 1,1               | 1,94              | 4                 |
| 1 сен                    | 1968—1977         | 17,7              | н/д               | 1,94              | 9                 |
| Доминиканская Республика |                   |                   |                   |                   |                   |
| 1 сентаво                | 1984—1987         | 19,1              | 1,35              | 2                 | 64                |
| Канада                   |                   |                   |                   |                   |                   |
| 1 цент                   | 1997—2003         | 18,05             | 1,45              | 2,25              | 289               |
| 1 цент                   | 2002              | 18,05             | 1,45              | 2,25              | 445               |
| 1 цент                   | 2003—2012         | 18,05             | 1,45              | 2,25              | 490               |
| Панама                   |                   |                   |                   |                   |                   |
| 1 сентесимо              | 1978—1982         | 19,05             | н/д               | 2,5               | 33                |
| 1 сентесимо              | 1983              | 19,05             | 1,25              | 2,5               | 22a               |
| 1 сентесимо              | 1991—1993         | 19,05             | 1,4               | 2,5               | 124               |
| 1 сентесимо              | 1996—2017         | 19,05             | 1,6               | 2,5               | 125               |
| Папуа — Новая Гвинея     |                   |                   |                   |                   |                   |
| 1 тойя                   | 1975—2004         | 17,65             | 1,42              | 2                 | 1                 |
| 2 тойи                   | 1975—2004         | 21,72             | 1,78              | 4,15              | 2                 |
| Сингапур                 |                   |                   |                   |                   |                   |
| 1 цент                   | 1992—2007         | 15,9              | 1,1               | 1,24              | 98                |
| Фиджи                    |                   |                   |                   |                   |                   |
| 1 цент                   | 1990—2005         | 17,5              | 1,17              | 1,54              | 49a               |
| 2 цента                  | 1990—2005         | 21,1              | 1,64              | 3,16              | 50a               |